# Midnight Commander
Midnight Commander (mc) és un gestor de fitxers ortodox per a sistemes tipus Unix (també existeix per a la plataforma Windows) i és un clon del Norton Commander.
Midnight Commander és una aplicació que funciona en mode text. La pantalla principal consisteix en dos panells en els quals es mostra el sistema de fitxers. S'usa d'una manera similar a altres aplicacions que corren en el shell o interfície de comandos de Unix. Les tecles de cursor permeten desplaçar-se a través dels fitxers, la tecla inserir s'usa per seleccionar fitxers i les Tecles de funció realitzen tasques tals com esborrar, reanomenar, editar, copiar fitxers, etc. Les versions més recents de Midnight Commander inclouen suport pel ratolí per facilitar el maneig de l'aplicació.

## Història
El gestor de fitxers Midnight Commander va ser creat per Miguel de Icaza, desenvolupador mexicà de programari lliure, mentre cursava la llicenciatura en Matemàtiques en la facultat de ciències de la Universitat Nacional Autònoma de Mèxic (UNAM), on a l'edat de 18 anys va començar a participar en el projecte GNU. La seva primera aportació va ser el gestor d'arxius o fitxers Midnight Commander.

## Característiques
Midnight Commander posseeix característiques tals com la capacitat d'explorar el contingut dels fitxers RPM, treballar amb formats d'arxius comuns com si d'un simple directori es tractessin. Inclou un gestor de transferències FTP o client del protocol FISH.
També inclou un editor anomenat mcedit. Mcedit és un executable independent, el qual també pot ser usat de forma independent a Midnight Commander. Aquesta aplicació permet visualitzar el contingut de fitxers i gaudir de característiques com la de ressaltar la sintaxi per a fitxers de codi font de certs llenguatges de programació, i la capacitat de treballar tant en manera ASCII com en manera Hexadecimal. Els usuaris poden reemplaçar mcedit per l'editor que prefereixin.
Midnight Commander també pot reanomenar grups de fitxers, a diferència d'altres gestors de fitxers que solament poden reanomenar un fitxer cada vegada. Això és interessant en la manipulació de llargues col·leccions de fitxers, per exemple, per ajustar els noms a un nou sistema de nomenat. Midnight Commander també pot moure fitxers a un altre directori al mateix temps que el reanomena. Permet a l'usuari especificar els noms de fitxers originals i finals emprant màscares de caràcters. Això fa que es puguin reanomenar fitxers emprant la potència de les Expressions Regulars de Unix o Linux amb una interfície d'usuari interessant que és el que ofereix Midnight Commander. A més, l'usuari pot seleccionar quan utilitzar i quan no patrons del Shell o Interfície de Comandos. Totes aquestes característiques estan disponibles a través del menú File > Rename/Move. (Prement F1 accedim a una breu explicació de les opcions, incloent exemples sobre com usar màscares)

## Tipus de Llicència
Midnight Commander és inclòs en la majoria de les distribucions Linux i es distribueix sota la llicència pública general de GNU.
És molt popular en GNU/Linux a causa que està basat en les versàtils interfícies de text, tals com Ncurses o S-Lang, la qual permet que s'executi en una consola regular, en un terminal X, sobre connexions SSH i tots els tipus de shells remots.

## Suport Unicode
Les versions oficials de Midnight Commander encara no suporten locals UTF-8 (Bug #7936). Existeixen en qualsevol cas pegats no oficials de Xarxa Hat i SUSE